# 比克卡布拉尼
比克卡布拉尼，是匈牙利包尔绍德-奥包乌伊-曾普伦州所辖的一个村。总面积18.03平方公里，总人口1598，人口密度88.6人/平方公里（2011年1月1日）。